# Karakoyunlu
Karakoyunlu là một huyện thuộc tỉnh Iğdir, Thổ Nhĩ Kỳ. Huyện có diện tích 194 km² và dân số thời điểm năm 2007 là 14597 người, mật độ 75 người/km².